# Rafael Puente del Río
Rafael Puente del Río (Ciudad de México, 31 de enero de 1979), conocido como Rafael Puente Júnior, es un director técnico, exfutbolista, comentarista deportivo y actor mexicano.

## Trayectoria como actor

### Actor
El 22 de mayo de 2006, debutó como actor en Televisa, en la telenovela Código Postal, interpretando a Héctor Garza Durán; dicha producción terminó su ciclo en el 2007. Y también participó en la telenovela Palabra de Mujer (2007-2008) dando vida a Roberto "Betito" Landeta Ibarra, compartiendo créditos con Edith González, Yadhira Carrillo, Ludwika Paleta, Lidia Ávila, Juan Soler, Cynthia Klitbo, Víctor Noriega, Lisardo, Agustín Arana, entre otros.

## Trayectoria como futbolista
En 2003 hizo su debut oficial vistiendo la playera del Atlante Fútbol Club. Es puesto transferible en 2004 y fue el Club Necaxa quien adquirió sus servicios hasta el 2006 que fue el año en el que se retiró.
Solamente estuvo como profesional por 3 años.

## Trayectoria como entrenador

### Lobos de la BUAP

#### Ascenso MX - Apertura 2016
El 6 de octubre de 2016]afirma ESPN, que el exanalista de esta cadena televisiva, asumió el cargo de Director Técnico de los Lobos de la BUAP de la Liga de Ascenso de México. Su debut fue el 14 de octubre, visitando a Venados en Mérida, siendo una dura derrota de 5-1 el resultado. Terminó el torneo en la posición 15 de la tabla general.

#### Ascenso MX - Clausura 2017
Disputó la final aun siendo director técnico de Lobos BUAP en contra de los Dorados de Sinaloa y logró el ascenso a Primera División por marcador global 3-2.

#### Temporada 2017/18
Hizo su debut en el Apertura 2017 de la Liga MX como local ante Santos Laguna, con un salomónico empate a 2 goles. En la jornada 2 logró su primera victoria goleando al Querétaro 0-4 en el Estadio Corregidora.
El 2 de abril de 2018 fue cesado como entrenador de Lobos de la BUAP.

### Querétaro F. C.
El 11 de mayo de 2018 fue presentado como entrenador del Querétaro Fútbol Club. Durante su primer torneo con los gallos lograron llegar a la liguilla siendo eliminados en cuartos de final ante el líder Cruz Azul, El 17 de febrero de 2019 fue cesado del equipo luego de perder 3-1 ante su exequipo Lobos de la BUAP en la jornada 7.

### Atlas F. C.
El 30 de enero de 2020 fue elegido para dirigir al  Atlas Fútbol Club para sustituir a Leandro Cufré en la dirección técnica del plantel. El 10 de agosto es cesado de su cargo luego de una racha de malos resultados.

### Club Universidad Nacional
Para el 2022 fue presentado como director técnico del Club Universidad Nacional tras la destitución de Andrés Lillini del conjunto universitario, luego de doce jornadas que dejaron a los Pumas como lugar doce con siete partidos perdidos, tres ganados y dos empatados y con 24 goles recibidos por 16 anotados, tras perder contra el Pachuca, Pumas decidió despedirlo el 19 de marzo de 2023.

## Trayectoria como director deportivo

#### Club Deportivo Guadalajara
El 6 de mayo de 2014 fue nombrado director operativo en el Club Deportivo Guadalajara. En este puesto se dedicó al seguimiento a los proyectos deportivos del club, además de ser el vocero de la institución.
En octubre de 2014 fue destituido, producto de los malos resultados del primer equipo rojiblanco, para darle cabida a la llegada de Néstor de la Torre para realizar sus funciones.

## Trayectoria como comentarista
Inició su carrera como comentarista deportivo, en la cadena TDN, filial de Televisa.
En 2015, se incorpora a ESPN (Latinoamérica) y forma parte de los programas: Los Capitanes de ESPN, ESPN Radio Formula y Fútbol Picante, así como analista en transmisiones de juegos de fútbol en esta cadena.

## Vida personal
Es hijo del exfutbolista Rafael Puente, nació en la Ciudad de México en 1979. Contrajo matrimonio en 2012 con su pareja, Mariana Sobrado.

## Estadísticas como entrenador
| Equipo     | País   | Desde | Hasta | Historial   | Historial | Historial | Historial | Historial |
| PJ         | G      | E     | P     | Rendimiento |           |           |           |           |
| ---------- | ------ | ----- | ----- | ----------- | --------- | --------- | --------- | --------- |
| Lobos BUAP | México | 2016  | 2018  | 55          | 19        | 10        | 26        | 40.61%    |
| Querétaro  | México | 2018  | 2019  | 31          | 11        | 5         | 15        | 40.86%    |
| Atlas      | México | 2020  | 2020  | 9           | 1         | 1         | 7         | 14.81%    |
| Pumas UNAM | México | 2023  | 2023  | 13          | 3         | 2         | 8         | 30.56%    |
| Total      | Total  | Total | Total | 107         | 34        | 18        | 55        | 37.38%    |

## Palmarés

### Títulos nacionales como director
| Título             | Club             | País   | Año  |
| ------------------ | ---------------- | ------ | ---- |
| Ascenso MX         | Lobos de la BUAP | México | 2017 |
| Campeón de Ascenso | Lobos de la BUAP | México | 2017 |